# Poesie- und Bibliotherapie
Die Poesie- und Bibliotherapie sind künstlerische Therapieformen wie Musiktherapie und Tanztherapie, die sich ursprünglich unabhängig voneinander entwickelt haben und die „Heilkraft der Sprache“, das Lesen von beruhigender und aufbauender Literatur und das Schreiben und Gestalten eigener literarischer Texte verwenden, um Heilungsprozesse zu unterstützen, Probleme zu lösen und Persönlichkeitsentwicklung zu fördern. Dabei können – wie in den anderen Kreativtherapien – verschiedene Modalitäten eingesetzt werden. Heute werden diese beiden therapeutischen Ansätze häufig kombiniert und aufgaben- und indikationsspezifisch in verschiedenen klinisch-therapeutischen, psychosozialen, pädagogischen und erwachsenenbildnerischen Feldern auf der Grundlage qualifizierender Aus- und Weiterbildungen eingesetzt.
Besonders im deutschsprachigen Raum wurde die Poesie- und Bibliotherapie in dieser kombinierten Form in den 1970er Jahren von Hilarion Petzold und Ilse Orth eingeführt und zur Integrativen Poesie- und Bibliotherapie weiterentwickelt. In den USA, England und Finnland sind Poesie- und Bibliotherapie in Kliniken, Schulen, Gefängnissen, Rehabilitationszentren, Beratungsstellen, Kinder- und Altersheimen schon weiter verbreitet als im übrigen internationalen und europäischem Raum. Für den notwendigen empirischen Nachweis liegen erste Studien und Berichte mit positiven Ergebnissen vor, aber es ist noch eine breitere Absicherung von differentiellen Therapieeffekten (störungs- und zielgruppenspezifisch) mit methodisch guten Studien erforderlich.

## Geschichte
Im amerikanischen Raum waren Jack Leedy (1969) und Arthur Lerner (1978) wichtige Protagonisten für die Poesietherapie. Für die Bibliotherapie ist Rhea Joye Rubin (1978) zu nennen. Beide Ansätze wurden ursprünglich jeweils für sich eingesetzt und als „ancillarische Methoden“ in der psychiatrischen Therapie betrachtet (Leedy 1966). Erst im deutschsprachigen Raum wurden Poesie- und Bibliotherapie auf dem Boden russischer Ansätze, durch Literatur heilsam zu wirken, eingesetzt (Hilarion Petzold 1965), seit den 1970er Jahren in einer kombinierten Form beider Ansätze von Ilse Orth und Hilarion Petzold praktiziert und – wie bereits erwähnt – zur Integrativen Poesie- und Bibliotherapie weiterentwickelt. 1984 wurde von ihnen die „Deutsche Gesellschaft für Poesie- und Bibliotherapie“ (DGPB e. V.) als Berufs- und Fachverband und 2010 das „Deutsche Institut für Poesie- und Bibliotherapie“ an der „Europäischen Akademie für Biopsychosoziale Gesundheit“ gegründet.

## Poesietherapie als Therapie mittels selbst verfasster und gestalteter Texte
Die Poesietherapie arbeitet – wie auch alle anderen künstlerischen Therapieformen – mit klinischen, agogischen und ästhetischen Schwerpunktbildungen und mit einer aktiven bzw. produktiven und einer rezeptiven Gestaltungsmodalität oder einer Kombination von Modalitäten. In der produktiven Modalität geht es um das Erstellen eigener Texte, in der rezeptiven Modalität um den Einsatz von vorhandenen Texten – womit die Übergänge zum Ansatz der Bibliotherapie fließend werden –, in der mit Texten des „literarischen Raumes“ gearbeitet wird. Beide Ansätze verwenden Mittel des Lyrischen, Epischen und Dramatischen aus dem Fundus der „großen Kunst“, der Unterhaltungs- oder Volkskunst und beziehen Materialien literarischer Gebrauchsformen ein. In der Poesietherapie werden Patienten angeregt, unter Anleitung eines Therapeuten Texte zu verfassen und darüber zu sprechen. Inhalte der Texte können z. B. aktuelle Erlebnisse, biographische Erfahrungen und Probleme, Symptome und Beschwerden, Sehnsüchte und Hoffnungen oder auch Fiktionen des Patienten sein. Im Schreiben können eine neue Organisation von Gedanken, eine emotionale Klärung und Entlastung geschehen. Das Schreiben soll Erlebnisse, Phantasien, Ängste oder andere Beschwerden erfassen bzw. fassbar machen, ausdrücken, kreativ gestalten und mitteilbar machen sowie Einsichten und Sinnerleben fördern. Poesietherapie stärkt die kreativen Fähigkeiten von Menschen und damit auch ihre Problembewältigungskompetenz. Sie leistet Beiträge zur Persönlichkeitsentwicklung bzw. zur Realisierung einer persönlichen Lebenskunst. In der Bearbeitung der Materialien können je nach poesietherapeutischer Richtung unterschiedliche Wege beschritten werden. Psychodynamische Orientierungen wählen Formen tiefenpsychologischer Deutung, experimentelle Ansätze wählen Formen psychodramatischer Ausdrucksmöglichkeiten, im Integrativen Ansatz der Poesie- und Bibliotherapie werden intermediale Quergänge zu bildnerischer, nonverbaler, imaginaler Aufarbeitung beschritten, um hermeneutisches Sinnverstehen zu erschließen und mit Grundlagenwissen aus Entwicklungspsychologie, Neurowissenschaften und Therapieforschung zu einem übergreifenden Ansatz der Therapie und Persönlichkeitsentwicklung zu verbinden.

## Bibliotherapie als Therapie mit Büchern und Texten
In der bibliotherapeutischen Arbeitsform kommen vielfältige Genres der Literatur (Lyrik, Epik, Drama), Reise-, Lebens- und Schicksalsberichte sowie Biographien zum Einsatz. Sie können Identifikationsleistungen und die Auseinandersetzung mit Problemen unterstützen. Problembezogene Sach- und Fachbücher (Selbsthilfebücher, psychologische Ratgeber, störungsspezifische Informationstexte) können psychoedukativ eingesetzt werden. Der Therapeut wählt dabei die Literatur – zum Teil in Zusammenarbeit mit den Patienten – aber auch mit ihnen, aus. Zu den Zielen der Bibliotherapie gehört, kognitive und emotionale Verarbeitungsprozesse bei den Lesern zu unterstützen, Informationen bereitzustellen, die dazu beitragen, seine Einstellungen und sein Verhalten zu verändern. Lektüre vermag dem Leser Einsicht in seine Probleme zu vermitteln, Lösungsmöglichkeiten aufzuzeigen, ihm Vergleiche mit anderen Menschen zu ermöglichen und Mut zur Veränderung machen.